# Sandy McCarthy
Sandy McCarthy (né le 15 juin 1972 à Toronto dans la province de l'Ontario au Canada) est un joueur professionnel canadien de hockey sur glace. Il évoluait au poste d'ailier droit.

## Biographie
Il est né à Toronto (Ontario) d'un père noir et d'une mère autochtone issue de la nation micmaque,, et a grandi dans la ville de Barrie. En 1989, il part rejoindre le Titan de Laval dans la Ligue de hockey junior majeur du Québec et joue trois saisons avec cette équipe. Il participe à la Coupe Memorial 1990 avec le Titan, tournoi qui se conclut par une défaite en demi-finale pour son équipe.
Alors qu'il a complété sa deuxième saison avec le Titan, il est repêché par les Flames de Calgary au 52e rang lors du troisième tour du repêchage d'entrée dans la LNH 1991. Il joue sa première saison professionnelle en 1992-1993 avec les Golden Eagles de Salt Lake, équipe affiliée aux Flames dans la Ligue internationale de hockey.
La saison suivante, il débute avec les Flames et joue 79 matchs lors de sa saison recrue dans la Ligue nationale de hockey pour 10 points (5 buts et autant d'aides) et 173 minutes de pénalité. Il joue cinq saisons avant d'être échangé en mars 1998 au Lightning de Tampa Bay avec des choix de repêchages contre le joueur Jason Wiemer. 
L'année suivante, il change encore une fois d'équipe en étant échangé aux Flyers de Philadelphie. En 2000, il est échangé pour une troisième saison de suite et passe aux mains des Hurricanes de la Caroline, en retour de Kent Manderville.
Après 13 matchs sans point avec les Hurricanes, une transaction l'amène aux Rangers de New York. En trois saisons avec New York, il réalise sa meilleure saison en termes de buts (11) en 2000-2001 et en points (23) en 2001-2002. Il quitte les Rangers à l'été 2003, lorsqu'il signe un contrat comme agent libre avec les Bruins de Boston. Après avoir disputé 37 parties, il retourne avec les Rangers via le ballotage puis il prend sa retraite à l'issue de la saison.

## Statistiques
| Saison     | Équipe                     | Ligue      |     | Saison régulière | Saison régulière | Saison régulière | Saison régulière | Saison régulière |   | Séries éliminatoires | Séries éliminatoires | Séries éliminatoires | Séries éliminatoires | Séries éliminatoires |
| Saison     | Équipe                     | Ligue      | PJ  | B                | A                | Pts              | Pun              | PJ               | B | A                    | Pts                  | Pun                  |                      |                      |
| 1988-1989  | Hawks de Hawkesbury        | LCHJ       | 42  | 7                | 4                | 11               | 139              | -                | - | -                    | -                    | -                    |                      |                      |
| 1989-1990  | Titan de Laval             | LHJMQ      | 65  | 10               | 11               | 21               | 269              | 14               | 3 | 3                    | 6                    | 60                   |                      |                      |
| 1990-1991  | Titan de Laval             | LHJMQ      | 68  | 21               | 19               | 40               | 297              | 13               | 6 | 5                    | 11                   | 67                   |                      |                      |
| 1991-1992  | Titan de Laval             | LHJMQ      | 62  | 39               | 51               | 90               | 326              | 8                | 4 | 5                    | 9                    | 81                   |                      |                      |
| 1992-1993  | Golden Eagles de Salt Lake | LIH        | 77  | 18               | 20               | 38               | 220              | -                | - | -                    | -                    | -                    |                      |                      |
| 1993-1994  | Flames de Calgary          | LNH        | 79  | 5                | 5                | 10               | 173              | 7                | 0 | 0                    | 0                    | 34                   |                      |                      |
| 1994-1995  | Flames de Calgary          | LNH        | 37  | 5                | 3                | 8                | 101              | 6                | 0 | 1                    | 1                    | 17                   |                      |                      |
| 1995-1996  | Flames de Calgary          | LNH        | 75  | 9                | 7                | 16               | 173              | 4                | 0 | 0                    | 0                    | 10                   |                      |                      |
| 1996-1997  | Flames de Calgary          | LNH        | 33  | 3                | 5                | 8                | 113              | -                | - | -                    | -                    | -                    |                      |                      |
| 1997-1998  | Flames de Calgary          | LNH        | 52  | 8                | 5                | 13               | 170              | -                | - | -                    | -                    | -                    |                      |                      |
| 1997-1998  | Lightning de Tampa Bay     | LNH        | 14  | 0                | 5                | 5                | 71               | -                | - | -                    | -                    | -                    |                      |                      |
| 1998-1999  | Lightning de Tampa Bay     | LNH        | 67  | 5                | 7                | 12               | 135              | -                | - | -                    | -                    | -                    |                      |                      |
| 1998-1999  | Flyers de Philadelphie     | LNH        | 13  | 0                | 1                | 1                | 25               | 6                | 0 | 1                    | 1                    | 0                    |                      |                      |
| 1999-2000  | Flyers de Philadelphie     | LNH        | 58  | 6                | 5                | 11               | 111              | -                | - | -                    | -                    | -                    |                      |                      |
| 1999-2000  | Hurricanes de la Caroline  | LNH        | 13  | 0                | 0                | 0                | 9                | -                | - | -                    | -                    | -                    |                      |                      |
| 2000-2001  | Rangers de New York        | LNH        | 81  | 11               | 10               | 21               | 171              | -                | - | -                    | -                    | -                    |                      |                      |
| 2001-2002  | Rangers de New York        | LNH        | 82  | 10               | 13               | 23               | 171              | -                | - | -                    | -                    | -                    |                      |                      |
| 2002-2003  | Rangers de New York        | LNH        | 82  | 6                | 9                | 15               | 81               | -                | - | -                    | -                    | -                    |                      |                      |
| 2003-2004  | Bruins de Boston           | LNH        | 37  | 3                | 1                | 4                | 28               | -                | - | -                    | -                    | -                    |                      |                      |
| 2003-2004  | Rangers de New York        | LNH        | 13  | 1                | 0                | 1                | 2                | -                | - | -                    | -                    | -                    |                      |                      |
| Totaux LNH | Totaux LNH                 | Totaux LNH | 736 | 72               | 76               | 148              | 1 534            | 23               | 0 | 2                    | 2                    | 61                   |                      |                      |

## Transactions en carrière
- 1991 : repêché par les Flames de Calgary au troisième tour, 52e rang au total.
- 24 mars 1998 : échangé par les Flames au Lightning de Tampa Bay avec des choix de troisième tour (Brad Richards) et cinquième tour (Curtis Rich) au repêchage de 1998 contre Jason Wiemer.
- 20 mars 1999 : échangé par le Lightning aux Flyers de Philadelphie avec Mikael Andersson contre Colin Forbes et un choix de quatrième tour au repêchage de 1999 (Michal Láníček).
- 14 mars 2000 : échangé par les Flyers aux Hurricanes de la Caroline contre Kent Manderville.
- 4 août 2000 : échangé par les Hurricanes aux Rangers de New York avec un choix de quatrième tour au 2001 (Bryce Lampman) contre Darren Langdon et Rob DiMaio.
- 12 août 2003 : signe en tant qu'agent libre avec les Bruins de Boston.
- 9 mars 2004 : réclamé au ballotage par les Rangers de New York en provenance des Bruins.